# (73106) 2002 GV25
(73106) 2002 GV25 – planetoida z pasa głównego asteroid okrążająca Słońce w ciągu 3,65 lat w średniej odległości 2,37 j.a. Odkryta 14 kwietnia 2002 roku.